# NGC 373
NGC 373 ist eine elliptische Galaxie vom Hubble-Typ E0 im Sternbild Fische auf der Ekliptik. Sie ist schätzungsweise 253 Millionen Lichtjahre von der Milchstraße entfernt und hat einen Durchmesser von etwa 30.000 Lichtjahren.

Im selben Himmelsareal befinden sich u. a. die Galaxien NGC 370, NGC 375, NGC 384, NGC 385.
Das Objekt wurde am 12. Dezember 1876 von dem dänischen Astronomen Johan Ludvig Emil Dreyer entdeckt.